# Marcheprime
Marcheprime es una comuna y población de Francia, situada en la región de Aquitania, departamento de Gironda, en el distrito de Arcachón y cantón de Audenge.
Está integrada en la Communauté de communes du bassin d'Arcachon Nord Atlantique.

## Demografía
Su población en el censo de 1999 era de 3.486 habitantes.
| 683 | 847 | 892 | 947 | 1,256 | 1,388 | 2,420 | 3,486 |
| Para los censos de 1962 a 1999 la población legal corresponde a la población sin duplicidades (Fuente: INSEE [Consultar]) |     |     |     |       |       |       |       |